# Вулиця Мостова-бічна (Тернопіль)
Вулиця Мостова-бічна — вулиця в мікрорайоні «Оболоня» міста Тернополя.

## Відомості
Розпочинається від вулиці Замонастирської, пролягає на південний схід до вулиці Гайової, де і закінчується. На вулиці розташовані переважно приватні будинки. На північ в напрямку залізничної колії відгалужується вулиця Мостова.

## Установи
- Тернопільська обласна федерація настільного тенісу (Мостова-бічна, 6)

## Транспорт
Дорожнє покриття — асфальт. Рух вулицею односторонній — лише від вулиці Гайової до вулиці Замонастирської. Громадський транспорт по вулиці не курсує, найближчі зупинки знаходяться на вулицях Князя Острозького та Торговиця.